# Volcán Wolf
Volcán Wolf es el pico más alto de las islas Galápagos, Ecuador que está situado en la isla Isabela y alcanza 1707 m. Es un volcán en escudo con una característica forma de plato de sopa invertido.
El volcán lleva el nombre de Theodore Wolf, geólogo alemán que estudió las islas Galápagos en el siglo XIX, la isla Wolf, en el norte de las Galápagos también se llama así debido a él.
Su altura hace que el volcán Wolf sea un "pico extremadamente importante", que representa una montaña con un relieve topográfico de más de 1500 m.
Después de varias décadas de inactividad, el 25 de mayo de 2015 el volcán inició un proceso eruptivo con flujos de lava, sin poner en peligro ningún asentamiento poblado.
El 7 de enero de 2022 entró en proceso de erupción 

Durante la erupción del volcán Wolf en 2015, destruyó la única población de iguanas rosas en la isla.